# Yli Pullilompolo
Yli Pullilompolo är en sjö i Kiruna kommun i Lappland och ingår i Torneälvens huvudavrinningsområde. Sjön har en area på 0,063 kvadratkilometer och ligger 426,6 meter över havet. Yli Pullilompolo ligger i Torneträsk-Soppero fjällurskog Natura 2000-område. Sjön avvattnas av vattendraget Pullijoki.

## Delavrinningsområde
Yli Pullilompolo ingår i det delavrinningsområde (755492-176329) som SMHI kallar för Mynnar i Lainioälvens vattendragsyta. Medelhöjden är 422 meter över havet och ytan är 30,43 kvadratkilometer. Det finns inga avrinningsområden uppströms utan avrinningsområdet är högsta punkten. Pullijoki som avvattnar avrinningsområdet har biflödesordning 3, vilket innebär att vattnet flödar genom totalt 3 vattendrag innan det når havet efter 342 kilometer. Avrinningsområdet består mestadels av skog (71 procent) och sankmarker (24 procent). Avrinningsområdet har 0,27 kvadratkilometer vattenytor vilket ger det en sjöprocent på 0,9 procent.